# Station Hohenlimburg
Station Hohenlimburg is een spoorwegstation in de Duitse plaats Hagen. Het station ligt aan de lijn Hagen - Haiger.